# 區玉瑚
區玉瑚（1930年3月21日—2015年7月15日），越南共和國官員、實業家，教授，曾擔任越南共和國經濟部長。

## 生平
1930年3月21日，區玉瑚出生於越南順化。:313
1968年，區玉瑚出任陳文香內閣經濟部長。:313
1981年，在美國洛杉磯擔任百老匯百貨公司高級經理的阮清莊教授提議成立“順化大學親友會”（Hội Thân hữu Đại học Huế）。包括原校長黎清明珠夫婦、師範系主任黎文、區玉瑚教授在內的四十名原順化大學教授出席了在橙縣米申维耶霍召開的會議，成立了順化大學親友會，由阮清莊教授出任協會首任主席。1984年，區玉瑚接替阮清莊擔任協會主席。後來，協會因爲意外原因幾乎停止運作。
2015年7月15日，區玉瑚在美國加利福尼亞州蘭喬帕洛斯弗迪斯去世。

## 榮譽

### 勳章
- 中華民國大綬景星勳章[7]

### 獎項
- 美國西部七州贊助辯論賽銅牌[2]:314
- 美國蒙大拿州扶輪社贊助辯論賽一等獎[2]:314

## 著作
- 《越南的工業發展》（Industrial Development of Vietnam）[2]:314